# My Media System
My Media System (MMS) ist eine freie Anwendung für GNU/Linux, die Mediensammlungen, wie zum Beispiel Bilder, Filme oder Musik, verwaltet, anzeigt und abspielt. MMS läuft auf einer Reihe verschiedener Hardwareplattformen, wie Set-Top-Boxen, die an einen Fernseher angeschlossen sind, oder maßgeschneiderten HTPCs an einem HDTV-Fernseher. Die erste Version wurde im Sommer 2002 vorgestellt und läuft mittlerweile auf allen gängigen Linux-Distributionen. Der Nutzerkreis ist im Vergleich zu MythTV eher klein und verteilt sich, aufgrund der Verfügbarkeit in elf Sprachen, auf die ganze Welt. Die Verbreitung in Deutschland ist am stärksten.
My Media System war ursprünglich unter dem Namen Mpeg Menu System V2 (MMSv2) bekannt, änderte jedoch im Oktober 2006, mit der Einführung der Version 1.0.8 seinen Namen, um damit den größer gewordenen Funktionsumfang zu verdeutlichen.
Diese freie Software stellt eine Alternative zum Media Center von Microsoft dar – wie auch MythTV oder Freevo. Im Gegensatz zu diesen beiden Media-Center-Applikationen fehlt MMS ein eigenständiges Fernsehmodul, jedoch besteht die Möglichkeit, eine externe TV-Anwendung wie den VDR zu integrieren. Diesen Umstand werten manche als den Hauptvorteil, da in deren Augen VDR beim digitalen Satellitenempfang (DVB-S) angeblich unschlagbar sei.
My Media System wurde anfänglich als ein DXR3-Frontend entwickelt, läuft aber mittlerweile auf folgenden Ausgabe-Systemen: DVB, SDL, X11, framebuffer.
Funktionsumfang:
- Audiowiedergabe mit Cover-Anzeige.
- Filmwiedergabe mit Informationen aus der IMDb.
- Diaschau zum Betrachten von Bildern.
- Spiele (bindet gängige Linux-Spiele-Emulatoren ein: Amiga, Super Nintendo, Sega)
- Fernsehen (über VDR).
- EPG (Elektronischer Programmführer)
- Wettervorhersage
- Unterstützung unterschiedlicher Skins